# Benjamin McConkey
Benjamin M. McConkey (* um 1821, vermutlich in Baltimore, Maryland; † 1855 in Cincinnati, Ohio) war ein US-amerikanischer Landschaftsmaler der Hudson River School und der Düsseldorfer Malerschule.

## Leben
1841 graduierte McConkey am Dickinson College in Carlisle, Pennsylvania. 1843 ließ er sich in Cincinnati nieder. Im Juli des gleichen Jahres heiratete er Hester Morsell (1824–1883), die Tochter von Amelia R. F. und James C. Morsell aus Ohio.
Vermutlich unter dem Einfluss seines Freundes Worthington Whittredge wandte er sich 1844 der Malerei zu. Im Juli 1845 war er bereits mit vier Gemälden auf der „Cincinnati Firemen’s Fair“ vertreten. Für eine Jahresgebühr von 300 Dollar wurde er bald, wohl im September 1845 als zweiter Schüler neben Frederic Edwin Church, in das Atelier und den Haushalt des Landschaftsmalers Thomas Cole aufgenommen. Dessen romantische Auffassungen übernahm er. Mit seinem Meister und dessen Malerfreunden, unter ihnen Asher B. Durand, bereiste er die Catskill Mountains, die Adirondack Mountains und das Hochland der Ulster County, New York. 1846 wurden sechs seiner Landschaftsbilder von der American Art-Union angenommen, und drei weitere Landschaften im Folgejahr, als er wieder nach Cincinnati zurückgekehrt war. 1847 präsentierte er zehn Landschaften auf einer Ausstellung der Western Art-Union in Cincinnati.
Im Mai 1849, 15 Monate nach Coles Tod, reiste er nach Europa, um sich als Maler fortzubilden. Zuvor hatte er insgesamt 29 Landschaftsgemälde bei der Western Art-Union verkauft. Ursprünglich hatte er geplant, nach Italien zu gehen, doch dortige Unruhen hielten ihn zunächst in Paris fest. Dann plante er, mit seinem Freund Whittredge, der ebenfalls nach Europa gereist war, in der französischen Hauptstadt gemeinsam ein Atelier zu mieten und die Malerei der Schule von Barbizon zu studieren. Schließlich gab er auch diesen Plan auf und reiste mit Whittredge über Brüssel nach Düsseldorf, wo sie im August 1849 ankamen. Zusammen mit Whittredge und Eastman Johnson wurde McConkey 1850 in den Künstlerverein Malkasten aufgenommen. Nachdem er eine Rheinlandschaft auf der „Permanenten Kunstausstellung“ von Eduard Schulte ausgestellt hatte, beteiligte er sich im Mai 1850 an einer Verlosung von Bildern im Geisler’schen Saal, die unter der Ägide von Emanuel Leutze als Veranstaltung des Malkastens organisiert worden war. Während Whittredge in Düsseldorf blieb, brach McConkey nach einer Weile nach Florenz auf, wahrscheinlich erst zu Beginn des Jahres 1851, nachdem er vielleicht noch im Januar 1851 im Atelier von Leutze an dessen Zweitfassung von Washington Crossing the Delaware mitgearbeitet hatte. Im April 1851 hatte er in der Stadt am Arno ein Atelier.
Im Juli 1851 kehrte er in die Vereinigten Staaten zurück. Zunächst hielt er sich in New York City auf. Vermutlich 1852 lebte er wieder in Cincinnati.